# 강진 여택정
강진 여택정(康津 麗澤亭)은 대한민국 전라남도 강진군 대구면 수동리에 있는 정자이다. 2006년 1월 16일 강진군의 향토유적 제30호로 지정되었다가, 2008년 9월 19일 전라남도의 문화재자료 제269호로 지정되었다.

## 개요
강진 여택정은 정면 5칸, 측면 2칸의 2층 누각 형식으로 되어있는데 평면과 구조는 이 지역의 정자와 다른 독특한 모습으로 되어있다. 중앙 2칸은 모두가 수납공간(광)으로 꾸며져 있고 양측은 완전히 분리된 별도의 누마루로 구성되어 있고 누마루 3면은 모두 벽체 구성없이 열려있다. 양측 2개의 누마루에서는 규모나 부재사용면에서 다르게 구성된 특징이 있다.
여택정은 강회정과 함께 향촌공동체의 중심공간으로서 조선후기 공동체의 조직과 운영에 관한 자료들이 전해져 향토사나 건축사적으로 연구가치가 충분한 유적이다. 부재와 구조 등에서 일부 변형이 있어 문화재자료로 지정한다.

## 참고 문헌
- 강진 여택정 - 국가유산청 국가유산포털